# Mikel Vesga
Mikel Vesga Arruti (ur. 21 maja 1993 w Vitorii) – hiszpański piłkarz występujący na pozycji pomocnika w hiszpańskim klubie Athletic Bilbao.